# Новорогачинское городское поселение
Новорога́чинское городско́е поселе́ние — муниципальное образование в Городищенском районе Волгоградской области.
Административный центр — посёлок городского типа Новый Рогачик.

## История
Новорогачинское городское поселение образовано 14 мая 2005 года в соответствии с Законом Волгоградской области № 1058-ОД.

## Население
| 2009  | 2010  | 2012  | 2013  | 2014  | 2015  | 2016  |
| ----- | ----- | ----- | ----- | ----- | ----- | ----- |
| 7932  | ↘7166 | ↘7158 | ↘7084 | ↘7067 | ↘7061 | ↘7023 |
| 2017  | 2018  | 2019  | 2020  | 2021  |       |       |
| ↘6992 | ↘6924 | ↘6816 | ↘6709 | ↘6383 |       |       |

## Состав городского поселения
| № | Населённый пункт | Тип населённого пункта      | Население |
| - | ---------------- | --------------------------- | --------- |
| 1 | Новый Рогачик    | пгт, административный центр | ↘6082     |